# 셰창팅
셰창팅(중국어 정체자: 謝長廷, 병음: Xiè Chángtíng, 영어: Frank Hsieh 프랭크 셰[*], 1946년 5월 18일- )은 타이완 출신 중화민국의 정치인이다. 민주진보당 중앙 상임위원, 가오슝 시장, 행정원장을 지냈다.
교토 대학 대학원을 유학한 경험이 있어서 민진당내 지일파로 여겨지고, 독학으로 익힌 영어로 어느 정도의 의사소통을 할 수 있다.
1998년 치러진 가오슝시 시장 선거에서 현직이던 우둔이를 약 0.6%p차로 꺾고 당선됐다.
가오슝 시장을 역임할 때는 대한민국, 미국, 세네갈 등 해외에 적극적으로 나가 도시 외교, 정당 외교를 하였다.
그리고 환경보호를 중시해 쓰레기 강이라고 여겨진 애하(愛河)의 수질 개선과 하안 정비, 기능적인 도시 계획 등을 진행시켜 가오슝 시민들로부터 높은 평가를 받았다. 2005년 2월 1일부터 2006년 1월 25일까지 행정원장을 역임했다.
2006년 타이베이 시장 선거에서 `2020년 타이베이 올림픽 유치` 등 기발한 공약을 내세웠지만 낙선하였다.
그러나 2007년 3월에 시작된 당내 예비 선거에서 셰창팅 후보는 쑤전창을 압도적으로 누르고 민주진보당의 2008년 중화민국 총통 선거 후보로 확정되었지만 중국 국민당의 마잉주 후보에게 득표에서 뒤져 2번째로 많은 표를 얻었다.

## 논란
- 2008년 천수이볜이 퇴임 후 비리 추문을 앓던 상황에서, 그의 딸인 천싱위는 "쑤전창과 셰창팅, 천쥐도 아버지가 건넨 돈을 받았다"라고 주장했다.[1] 이에 셰창팅은 "천수이볜이 자신의 선거를 도와준 점은 감사하다"라면서도 "그의 돈을 받은 적은 없다"라고 부인했다.[2]

## 역대 선거 결과
| 선거명               | 직책명   | 선거구               | 대수 | 정당       | 득표율 | 득표수      | 결과 | 당락 |
| -------------------- | -------- | -------------------- | ---- | ---------- | ------ | ----------- | ---- | ---- |
| 1992년 입법위원 선거 | 입법위원 | 타이베이시 제1선거구 | 2대  | 민주진보당 | 13.79% | 83,264표    | 3위  | 당선 |
| 1995년 입법위원 선거 | 입법위원 | 비례대표1번          | 3대  | 민주진보당 | 33.2%  | 3,132,156표 | 2위  | 당선 |
| 1996년 총통 선거     | 부총통   | 타이완 지구          | 9대  | 민주진보당 | 21.1%  | 2,274,586표 | 2위  | 낙선 |
| 1998년 직할시 선거   | 시장     | 가오슝시             | 7대  | 민주진보당 | 48.71% | 387,797표   | 1위  | 당선 |
| 2002년 직할시 선거   | 시장     | 가오슝시             | 7대  | 민주진보당 | 50.04% | 386,384표   | 1위  | 당선 |
| 2006년 직할시 선거   | 시장     | 타이베이시           | 4대  | 민주진보당 | 40.89% | 525,869표   | 2위  | 낙선 |
| 2008년 총통 선거     | 총통     | 타이완 지구          | 12대 | 민주진보당 | 41.55% | 5,445,239표 | 2위  | 낙선 |
| 2012년 입법위원 선거 | 입법위원 | 비례대표20번         | 8대  | 민주진보당 | 34.62% | 4,556,424표 | 2위  | 낙선 |